# حقوق بشر (کتاب)
حقوق بشر (به انگلیسی: Rights of Man)، کتابی از توماس پین، شامل 31 مقاله، که در سال ۱۷۹۱ نوشته شده است. او در این کتاب چنین بیان می‌کند که انقلاب سیاسی مردمی زمانی مجاز است که یک دولت از حقوق طبیعی مردم خود محافظت نکند. با استفاده از این مقاله‌ها به‌عنوان یک پایگاه اطلاعات، از انقلاب فرانسه در برابر حمله به ادموند برک در تأملاتی بر انقلاب در فرانسه (۱۷۹۰) دفاع می‌کند.
این کتاب در دو بخش، در مارس ۱۷۹۱ و فوریه ۱۷۹۲ منتشر شد.

## زمینه
پین از حامیان انقلاب فرانسه بود که در سال ۱۷۸۹ آغاز شد. او سال بعد از فرانسه دیدن کرد. بسیاری از متفکران بریتانیایی از آن حمایت کردند، از جمله ریچارد پرایس، که با موعظه و جزوه‌ای که شباهت‌های مطلوبی بین انقلاب شکوهمند ۱۶۸۸ و انقلاب فرانسه ترسیم می‌کرد، جنجال‌های انقلاب را آغاز کرد. ادموند برک، روشن‌فکر محافظه‌کار، با حمله‌ای ضدانقلابی در کتابی تحت عنوان تأملاتی بر انقلاب در فرانسه (۱۷۹۰) به این انقلاب تاخت، که به شدت برای طبقه زمین‌دار جذابیت داشت و ۳۰۰۰۰ نسخه فروخت. حقوق بشر پین در ۲۱ فوریه ۱۷۹۱، توسط جوزف جانسون چاپ شد، بعدتر به‌دلیل ترس از پیگرد قانونی خودسانسوری کرد و انتشار را متوقف کرد. اما جی‌اس جردن وارد عمل شد و آن را در ۱۶ مارس مجدداً منتشر کرد. این کتاب ۹۰۰۰۰ کلمه‌ای در ۱۳ مارس، سه هفته دیرتر از زمان برنامه‌ریزی‌شده منتشر شد و تا یک میلیون نسخه فروخته شد، و «با اشتیاق از سوی اصلاح‌طلبان، مخالفان پروتستان، دموکرات‌ها، صنعتگران، و کارگران ماهر کارخانه‌های صنعتی جدید خوانده شد».

## استدلال‌ها
پین استدلال می‌کند که منافع پادشاه و مردمش یکی است، و اصرار دارد که انقلاب فرانسه باید به‌عنوان انقلابی در نظر گرفته شود که به اصول استبدادی سلطنت فرانسه حمله می‌کند، نه خود پادشاه. مردم باستیل زندان اصلی پاریس را که نماد استبداد است را می‌گیرند.
حقوق بشر از طبیعت سرچشمه می‌گیرد؛ بنابراین، حقوق را نمی‌توان از طریق منشور سیاسی اعطا کرد، زیرا این بدان معناست که حقوق از نظر قانونی قابل فسخ است، بنابراین، امتیاز خواهد بود:
... این انحراف در اصطلاحات است که می‌گویند منشور حقوق می‌دهد. این اثر برعکس عمل می‌کند - یعنی سلب حقوق. حقوق ذاتاً در همه است. اما منشورها، با ابطال آن حقوق، در اکثریت، حق را، با طرد، به دست عده‌ای معدود می‌سپارند… در نتیجه ابزار بی‌عدالتی هستند… بنابراین، واقعیت باید این باشد که افراد خود، هر کدام به حق شخصی و حاکمیتی خود، برای ایجاد حکومت با یکدیگر قرارداد بسته‌اند: و این تنها شیوه‌ای است که دولت‌ها در آن حق دارند، و تنها اصلی که بر اساس آن حقوقی دارند.— حقوق بشر، I، لندن، ۱۷۹۵، pp. 125–۱۲۶, «حقوق بشر»، II، لندن، ۱۷۹۵، p. ۱۳.
تنها هدف دولت حفاظت از فرد و حقوق ذاتی و مسلم اوست. هر نهاد اجتماعی که به نفع ملت نباشد نامشروع است، به‌ویژه سلطنت و اشرافیت. تیزبینی کتاب از عصر روشن‌گری نشأت می‌گیرد و به رساله دوم دولت، نوشته جان لاک مرتبط شده است (هر چند خود پین ادعا می‌کرد که هرگز این اثر را نخوانده است).
به‌نظر می‌رسد که شکل‌گیری این موضوع یک شب در فرانسه، و پس از شبی که با توماس جفرسون و لافایت گذرانده بود، در مورد جزوه ای توسط جیمز ویلسون محافظه‌کار فیلادلفیا در مورد قانون اساسی پیشنهادی فدرال بود، اتفاق افتاده است.

### اصلاحات دولت انگلیس
حقوق بشر در پیشنهاد اصلاحات عملی دولت انگلیس مانند قانون اساسی مکتوب که توسط مجلس ملی نوشته شد، شکل داده شده است. با حذف عناوین اشرافی، بودجه ملی بدون هزینه‌های تخصیصی نظامی و جنگی، کاهش مالیات برای فقرا و آموزش یارانه‌ای برای آن‌ها، و مالیات بر درآمد تصاعدی که در برابر املاک ثروتمندان قرار می‌گیرد تا از ظهور مجدد اشرافیت ارثی جلوگیری کند.

## اشرافیت
اصولاً، حقوق بشر با ایده حکومت موروثی مخالفت می‌کند. این اعتقاد که حکومت دیکتاتوری به‌دلیل ماهیت فاسد انسان ضروری است. اگرچه سایر نویسندگان اواخر قرن هجدهم مانند جیمز موری و سرگرد جان کارترایت از نقش بزرگ اشراف در دولت انتقاد کردند، پین احتمالاً اولین کسی بود که از ریشه‌کنی القاب و حکومت موروثی حمایت کرد. ادموند برک در تأملاتی بر انقلاب در فرانسه (۱۷۹۰) می‌گوید که ثبات اجتماعی واقعی زمانی به‌وجود می‌آید که اکثریت فقیر کشور توسط اقلیتی از اشراف ثروتمند اداره شوند و میراث قانونی قدرت (ثروت، مذهبی، حکومت‌داری) شایسته بودن سیاست را تضمین می‌کند. قدرت قلمرو انحصاری طبقه اجتماعی نخبه کشور (اشراف) است.
حقوق بشر ادعای برک در مورد خرد ذاتی اشراف را محکوم می‌کند. مقابله با این مفهوم که یک ملت حق تشکیل دولت برای اداره خود را ندارد. پین تعریف برک از دولت را به‌عنوان «تدبیر خرد انسانی» رد می‌کند. در عوض، استدلال می‌کند که دولت تدبیر انسان است، و نتیجه می‌شود که جانشینی موروثی و حقوق موروثی برای حکومت نمی‌تواند یک دولت را تشکیل دهد؛ زیرا خرد برای حکومت کردن به ارث نمی‌رسد.

## وراثت
تأملات بر انقلاب در فرانسه ادموند برک، مشروعیت حکومت اشرافی را با قطعنامه ۱۶۸۸ پارلمان که ویلیام و مری اورن، و وارثان آن‌ها، را حاکمان واقعی انگلستان اعلام می‌کرد، ترسیم می‌کند. پین دو استدلال علیه این دیدگاه ارائه می‌کند. اول این‌که، او استدلال می‌کند که «هر عصر و نسلی باید به اندازه عصر و نسل‌های قبل از خود در همه موارد آزاد باشد تا برای خود تصمیم گرفته و عمل کند.» دوم این‌که، پین می‌گوید که نهاد سلطنت را نباید از نظر تاریخی از سال ۱۶۸۸ دنبال کرد، بلکه از سال ۱۰۶۶، زمانی که ویلیام یکم به زور حکومت نورمان خود را بر انگلیسی‌ها تحمیل کرد، ریشه‌یابی کرد.
تأثیر فکری توماس پین در دو انقلاب بزرگ سیاسی قرن هجدهم قابل درک است. او حقوق بشر را به جورج واشینگتن و مارکی دو لافایت تقدیم کرد و با اذعان به اهمیت انقلاب‌های آمریکا و فرانسه در تدوین اصول حکومت دموکراتیک مدرن.
بنابراین، اعلامیه حقوق بشر و شهروند (به فرانسوی: Déclaration des droits de l'Homme et du citoyen) را می‌توان به این صورت خلاصه کرد: ۱) انسان‌ها به‌دنیا می‌آیند و همیشه آزاد و برابر با حقوق خود هستند؛ بنابراین، تمایزات مدنی را می‌توان تنها بر اساس منافع عمومی استوار کرد. ۲) غایت همه انجمن‌های سیاسی حفظ حقوق طبیعی و غیرقابل توصیف انسان است. و این حقوق عبارتند از آزادی، مالکیت، امنیت و مقاومت در برابر ظلم. و ۳) ملت اساساً منبع تمام حاکمیت است. نه هیچ فرد و نه هیچ گروهی نمی‌توانند از هیچ قدرتی برخوردار باشند که صریحاً از آن ناشی نشده باشد.
این موارد چیزی شبیه به مفهوم حقایق بدیهی است که اعلامیه استقلال ایالات متحده بیان می‌کند.

## رفاه
در فصول پایانی حقوق بشر، پین به وضعیت فقرا می‌پردازد و یک پیشنهاد رفاه اجتماعی مفصل را بیان می‌کند که بر اساس تغییر جهت مخارج دولت است. از همان ابتدا، پین ادعا می‌کند که همه شهروندان یک ادعای ذاتی برای رفاه دارند. برخلاف نویسندگانی مانند جیمز برگ که به‌دنبال محدود کردن کمک به اقشار مرفه‌تر بود، پین اعلام می‌کند که رفاه خیریه نیست، بلکه یک حق غیرقابل برگشت است. درک پین از رفاه ظاهراً از ایده او از حکومت سیاسی پیروی می‌کند. وی خاطرنشان می‌کند: «انسان نه برای این‌که بدتر از قبل شود و نه برای این‌که حقوقی کم‌تر از قبل داشته باشد، وارد جامعه نشد، بلکه برای این‌که این حقوق بهتر تأمین شود». پین در تطابق با آثار قبلی خود بر سازگاری بین حقوق فردی و رفاه اجتماعی تأکید می‌کند. او شدیداً ادعا می‌کند که فقر فلج‌کننده حقوق یک فرد و در نتیجه مشروعیت حکومت را تضعیف می‌کند. پس جای تعجب نیست که پین به‌شدت با قوانین ضعیف انگلیسی که در آن زمان وجود داشت مخالفت کرد و از آن انتقاد کرد و ادعا کرد که قوانین بسیار بی‌اثر و با ماهیتی ابتدایی هستند.

### جوانان و آموزش و پرورش
آموزش سنگ بنای طرح رفاه پین است. پین ادعا می‌کند: «ملتی که تحت سیطره یک دولت خوب است، نباید به هیچ‌کس اجازه دهد که بی‌آموزه بماند». پین تا حد زیادی بر آموزش جمعیت جوان متمرکز است. او معتقد است که آموزش کودکان در نهایت باعث بهبود جامعه خواهد شد. پین اصرار دارد که یک سیستم رفاه اجتماعی که جوانان کشور را آموزش می‌دهد، به‌عنوان یک اقدام پیشگیرانه عمل می‌کند و دانش بیش‌تری را در میان مردم ایجاد می‌کند. او توضیح می‌دهد که کودکان و جوانان فقیر معمولاً از دسترسی برابر به آموزش محروم هستند. کودکان فقیری که از خانواده‌های فقیر می‌آیند اغلب مجبور می‌شوند به‌دنبال کار باشند و در نتیجه توانایی ادامه تحصیل از آن‌ها سلب می‌شود. پس فقر ماهیتی چرخه‌ای پیدا می‌کند و بدون شک با گذشت زمان افزایش می‌یابد. پین معتقد است که فقدان آموزش در میان جمعیت جوان منجر به افزایش خشونت و جنایت خواهد شد. برای مبارزه با این مشکل، پین کاهش مالیات برای خانواده‌های فقیر را پیشنهاد می‌کند. ۴ پوند در سال برای هر کودک زیر ۱۴ سال، به والدین کودکان اجازه می‌دهد آن‌ها را به مدرسه بفرستند. پین برای ۶۳۰۰۰۰ کودک، هزینه را ۲۵۲۰۰۰۰ پوند تخمین زده است. او می‌گوید: «با اتخاذ این روش نه تنها فقر والدین برطرف می‌شود، بلکه جهل و نادانی از نسل در حال ظهور بیرون می‌رود و تعداد فقرا از این پس کم‌تر می‌شود، زیرا توانایی‌های آن‌ها به کمک آموزش، بیش‌تر خواهد بود». در همین راستا، پین همچنین پیشنهاد می‌کند که زنان باید فوراً پس از تولد فرزند از مزایای زایمان بهره‌مند شوند.

### سال‌خوردگان
مهم‌ترین برنامه رفاهی پین، مراقبت از جمعیت سال‌مند است. او درد سن را به دو دسته تقسیم می‌کند. اولی را طبقه «رویکرد سن» و دومی را طبقه «سال‌مندی» می‌نامد. کسانی که در گروه «رویکرد سنی» طبقه‌بندی می‌شوند، بالای پنجاه سال سن دارند اما کمتر از ۶۰ سال سن دارند، درحالی‌که «سال‌مندی» از سن شصت سالگی شروع می‌شود. پین اعلام می‌کند آن‌هایی که در سنین بالا هستند، قادر به انجام کارهای پرزحمت نیستند و نهایتاً در جامعه کنونی به سمت مرگ سوق داده می‌شوند. پین تصمیم می‌گیرد که سالانه ۶ پوند از مالیات مازاد را به افراد مسن بپردازد و سالیانه ۱۰ پوند به افراد مسن بپردازد.

### پیشنهاد کارخانه فقرا
پین در کنار تغییر جهت مخارج دولت، چیزی را پیشنهاد می‌کند که برخی ممکن است آن را «کارخانه» یا محل کار برای افراد فقیر بنامند. خانه کار پین را به‌عنوان یک ساختمان یا ساختمانی با ظرفیت حداقل ۶۰۰۰ نفر توصیف می‌کند. در این ساختمان‌ها، کسب‌وکارهای فعال درخواست‌ها را می‌پذیرفتند تا هر شهروندی بتواند شغلی پیدا کند. برای این‌که طرح پین به‌طور مؤثر اجرا شود، او شرایطی را ذکر می‌کند که باید رعایت شود. او پیشنهاد می‌دهد که هر فردی که به‌دنبال استخدام از این خانه‌های کاری است باید حداقل سه ماه در برنامه بماند. با این حال، در طول اقامت خود، همه کارکنان باید وعده‌های غذایی سالم، اقامتگاه‌های گرم دریافت کنند، برای کاری که انجام داده‌اند، دست‌مزد متناسب دریافت کنند و ممکن است تا زمانی که مناسب می‌دانند کار کنند. پین اعلام می‌کند که این پناهگاه به هر فردی که در مضیقه موقت باشد کمک می‌کند و به حدود ۲۴۰۰۰ نفر در سال خدمات می‌دهد. برای تأمین مالی توسعه این پروژه، پین استفاده از درآمد حاصل از مالیات زغال سنگ را پیشنهاد می‌کند.

## تحلیل و تأثیر عمومی
به گفته مارک فیلپ، «از بسیاری جهات حقوق بشر ترکیبی نابه‌سامان از روایت، استدلال و جذابیت بلاغی است، که به مواد ترکیبی استفاده‌شده پین و سرعت ساخت آن خیانت می‌کند.»
این کتاب به‌سرعت تجدید چاپ، و به‌طور گسترده منتشر شد و نسخه‌های آن با صدای بلند در مسافرخانه‌ها و قهوه‌خانه‌ها خوانده می‌شد؛ به‌طوری که تیراژ آن تا ماه مه حدود ۵۰۰۰۰ نسخه بود. از میان ۳۰۰ جزوه‌ای که جنجال‌های انقلابی به راه انداخت، حقوق بشر اولین جزوه‌ای بود که به پرونده برک آسیب جدی زد و اعتبار فرانسوی‌ها را هم در بریتانیا و هم در آمریکا بازگرداند.
انتشار حقوق بشر باعث خشم در انگلستان شد. پین غیابی محاکمه شد و به اتهام افترای فتنه‌انگیز علیه ولی‌عهد محکوم شد.
توماس پین تنها مدافع حقوق بشر یا تنها نویسنده اثری با عنوان حقوق بشر نبود. توماس اسپنس، رادیکال طبقه کارگر، از اولین کسانی است که در انگلستان از این عبارت استفاده می‌کند.